# Augustin Coppens

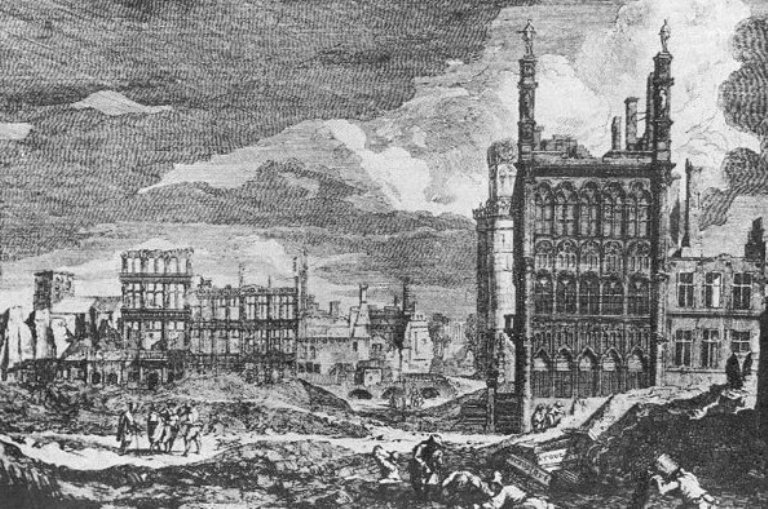
Rovine de la Grand-Place incisione di A. Coppens

Augustin Coppens, nato Aurèle Augustin Coppens (Bruxelles, 9 marzo 1668 – Bruxelles, 31 agosto 1740), è stato un pittore e incisore fiammingo.

## Biografia
Incisore e pittore paesaggista allievo di Francisque Millet, realizzò numerosi cartoni di tappezzeria per la manifattura dei Gobelins. 
Perde la casa a seguito del Bombardamento di Bruxelles nel 1695 attuato dall'armata francese. Ridotto in rovina e senza casa, realizzò una serie di diciassette incisioni dei quartieri di Bruxelles in rovina, presentate poi con il titolo di Perspectives des ruines de la ville de Bruxelles, dessinées au naturel par Augustin Coppens 1695 che vennero poi stampate, da Richard van Orley (1663-1732), discendente di Bernard van Orley, e diffuse su larga scala. Questa serie di disegni, che gli permise di rifare fortuna e riacquistare una grande rinomanza, costituirono una preziosa testimonianza storica della gravità della catastrofe. I disegni verranno poi riprodotti in diversi formati ed a colori, dall'incisore olandese Pierre Schenk.
Nel 1698 egli diviene membro della Corporazione dei pittori, e viene poi nominato decano nel 1707. Alcuni dei disegni originali non sono pervenuti ai nostri giorni. Un ritratto che lo rappresenta in piedi appoggiato ad una rovina vicino alla riproduzione di una delle sue incisioni ed ai suoi pennelli, con la città di Bruxelles sullo sfondo, è stato considerato per molto tempo come un autoritratto. Oggi si pensa che non sia il caso.